# ブラウナウ・アム・イン郡

ブラウナウ・アム・イン郡
Bezirk Braunau

ブラウナウ郡（ブラウナウぐん、独: Bezirk Braunau）は、オーストリアのオーバーエスターライヒ州にある郡（Bezirk; 行政管区とも訳される）。郡庁所在地はブラウナウ・アム・イン。
オーバーエスターライヒ州の西部に位置し、イン地方（Innviertel; インフィアテル）に含まれる。東でリート・イム・インクライス郡およびわずかにフェクラブルック郡と、南でザルツブルク州のザルツブルク＝ウムゲーブング郡と接している。西から北にかけてはドイツとの国境になっており、ザルツァッハ川やイン川を挟んでバイエルン州と接する。
ブラウナウ・アム・イン郡には以下の46の市町村（Gemeinde; ゲマインデ）がある。そのうちブラウナウ・アム・インとマッティヒホーフェンおよびアルトハイムが市（Stadt）に、5つが町（Marktgemeinde; 市場町）に指定されている。
- アルトハイム Altheim （市）
- アスパッハ Aspach （町）
- アウエルバッハ Auerbach
- ブラウナウ・アム・イン Braunau am Inn （市）
- ブルクキルヒェン Burgkirchen
- エッゲルスベルク Eggelsberg （町）
- フェルトキルヒェン・バイ・マッティヒホーフェン Feldkirchen bei Mattighofen
- フランキング Franking
- ゲレツベルク Geretsberg
- ギルゲンベルク・アム・ヴァイルハルト Gilgenberg am Weilhart
- ハイゲルモース Haigermoos
- ハンデンベルク Handenberg
- ヘルプファオ＝ウッテンドルフ Helpfau-Uttendorf （町）
- ホーホブルク＝アハ Hochburg-Ach
- ヘーンハルト Höhnhart
- イェーギング Jeging
- キルヒベルク・バイ・マッティヒホーフェン Kirchberg bei Mattighofen
- レンガウ Lengau
- ロッヘン Lochen am See
- マリーア・シュモルン Maria Schmolln
- マッティクホーフェン Mattighofen （市）
- マオアーキルヒェン Mauerkirchen （町）
- ミニング Mining
- モースバッハ Moosbach
- モースドルフ Moosdorf
- ムンダーフィング Munderfing
- ノイキルヒェン・アン・デア・エンカッハ Neukirchen an der Enkach
- オースターミートヒング Ostermiething （町）
- パルティング Palting
- ペルヴァング・アム・グラーベンゼー Perwang am Grabensee
- プファッフシュタット Pfaffstätt
- ピッシェルスドルフ・アム・エンゲルバハ Pischelsdorf am Engelbach
- ポリング・イム・インクライス Polling im Innkreis
- ロスバッハ Roßbach
- ザンクト・ゲオルゲン・アム・フィルマンスバハ St. Georgen am Fillmannsbach
- ザンクト・ヨーハン・アム・ヴァルデ St. Johann am Walde
- ザンクト・パンタレオン St. Pantaleon
- ザンクト・ペーター・アム・ハルト St. Peter am Hart
- ザンクト・ラーデグント St. Radegund
- ザンクト・ファイト・イム・インクライス St. Veit im Innkreis
- シャールヒェン Schalchen
- シュヴァント・イム・インクライス Schwand im Innkreis
- タルスドルフ Tarsdorf
- トロイバハ Treubach
- ユーバーアッカーン Überackern
- ヴェング・イム・インクライス Weng im Innkreis